# Hataraki Man
Hataraki Man (яп. 働きマン) — манга Моёко Анно, выпускавшаяся в сэйнэн-журнале Morning. По мотивам сюжета были сняты аниме-сериал, трансляция которого прошла в октябре-декабре 2006 года в программном блоке noitaminA телекомпании Fuji TV, и дорама, показанная в октябре-декабре 2007 года.

## Сюжет
Манга рассказывает о 28-летней Хироко Мацукате, редакторе журнала «Weekly JIDAI» (яп. 週刊「JIDΑI」 Сю:кан Дзидай). За её трудолюбие и талант коллеги прозвали её Работягой (тж. Трудоголик, Hataraki man). Однако несмотря на успех в работе, в личной жизни она испытывает большие проблемы, которые и старается преодолеть по ходу сюжета.

## Персонажи
- Хироко Мацуката (яп. 松方弘子 Мацуката Хироко)

28 лет. Сотрудница «Weekly JIDAI».
Увлечённая своей работой женщина. За своё трудолюбие получила у коллег прозвище Работяга. Одним из её мечтаний является основание и выпуск собственного журнала.
Сэйю — Риэ Танака
- Майко Кадзи (яп. 梶舞子 Кадзи Майко)

31 год. Сотрудница «Weekly JIDAI».
Элегантная женщина, глубокое почтение к которой высказывают все члены мужского коллектива журнала.
Сэйю — Ацуко Танака
- Акихиса Кобаяси (яп. 小林明久 Кобаяси Акихиса)

29 лет. Сотрудник «Weekly JIDAI».
Корреспондент отвечающий за колонки «еды и порно», как выражаются его коллеги. Вместе с Хироко в «Weekly JIDAI» они начинают работать примерно в одно время.
Сэйю — Юдзи Уэда
- Маю Нагиса (яп. 渚マユ Нагиса Маю)

23 года. Сотрудница «Weekly JIDAI».
Является одной из ближайших офисных друзей Хироко. Главной своей мечтой считает идею написать роман вместе со своим любимым автором.
Сэйю — Мисато Фукуэн
- Кимио Нарита (яп. 成田君男 Нарита Кимио)

39 лет.  Редактор «Weekly JIDAI»; руководитель Хироко.
Один из главных людей в издательстве. Обычно проявляет себя как любезный человек и не любит повышать на других голос.
Сэйю — Кэнъю Хориути
- Юми Ногава (яп. 野川由実 Ногава Юми)

26 лет. Автор спортивных новостей «Weekly JIDAI».
Одна из четырёх женщин-работниц издательства.
Сэйю — Руми Сисидо
- Фумия Сугавара (яп. 菅原文哉 Сугавара Фумия)

32 года. Сотрудник «Weekly JIDAI».
Его деятельность сродни работе папарацци. Он охотится за пикантными снимками и громкими скандалами, но при этом каждый его снимок начинается и заканчивается фотографиями неба.
Сэйю — Кадзуя Накаи
- Кунио Танака (яп. 田中邦男 Танака Кунио)

22 года. Молодой сотрудник Weekly JIDAI.
Он наслаждается своей работой, однако в отличие от Хироко понимает, что она — лишь часть жизни и есть другие дела, которым нужно уделять внимание.
Сэйю — Макото Хомура
- Тацухико Умэмия (яп. 梅宮龍彦 Умэмия Тацухико)

45 лет. Шеф-редактор «Weekly JIDAI».
Как главный редактор отдела он достаточно суров. Кроме того его достаточно часто обвиняют в дискриминации по половому признаку, хотя зачастую безосновательно. Любит, когда другие люди ему льстят.
Сэйю — Томомити Нисимура
- Синдзи Ямасиро (яп. 山城新二 Ямасиро Синдзи)

28 лет.
Возлюбленный Хироко. Много работает, в том числе путешествует по делам, в связи с чем может не видеться с Хироко долгое время. Синдзи не так успешен в своём деле как Хироко, что создаёт почву для конфликтов в их отношениях.
Сэйю — Эйдзи Ханава

## Аниме-сериал
Открывающая музыкальная композиция:
- «Working Man» (яп. 働く男 Hataraku Otoko) (исполняет PUFFY)

Закрывающая музыкальная композиция:
- «Shangri-La» (исполняет Chatmonchy)

| № серии | Заглавие                                                                  | Трансляция в Японии |
| ------- | ------------------------------------------------------------------------- | ------------------- |
| 1       | The Female Hataraki Man «Onna no Hataraki Man» (女の働きマン)             | 2006-10-12          |
| 2       | Stake Out Man «Harikomi Man» (張り込みマン)                               | 2006-10-19          |
| 3       | Ramen Man «Rāmen Man» (ラーメンマン)                                      | 2006-10-26          |
| 4       | Error Man «Ayamari Man» (あやまりマン)                                    | 2006-11-02          |
| 5       | Turn Around Man «Furimuki Man» (振り向きマン)                             | 2006-11-09          |
| 6       | Princess Man «O-Himesama-n» (お姫さマン)                                  | 2006-11-16          |
| 7       | Fussy Man «Kodawari Man» (こだわりマン)                                   | 2006-11-23          |
| 8       | Reward Man «Mukuware Man» (報われマン)                                    | 2006-11-30          |
| 9       | Full-Fledged Hataraki Man «Ichininmae no Hataraki Man» (一人前の働きマン) | 2006-12-07          |
| 10      | Non-working Man «Hatarakanai Man» (働かないマン)                          | 2006-12-14          |
| 11      | Soaked Through Man «Zubunure Man» (ずぶ濡れマン)                          | 2006-12-21          |